# 侯琎
侯琎（1398年—1450年），字廷玉，山西澤州人，明朝政治人物。

## 生平
永樂二十一年（1423年）癸卯科山西鄉試第一名舉人。宣德二年（1427年）丁未科進士，授行人司行人。當時雲南土官烏撒、烏蒙相爭，明宣宗命侯琎與同官章聰調解，后成功解決歸還。跟隨副侍郎章敞出使交趾，不辱使命，歸還升為兵部主事。正統年間，跟從尚書柴車等出鐵門關禦阿臺，后晉升爲郎中。之後跟隨王驥征麓川，抵達金齒，王驥率大軍進攻思任發，侯琎則协助大侯州土官，击退麓川三萬部隊進攻。之後由高黎貢山兼程夜行，平定麓川。隨後升為禮部右侍郎，參贊雲南軍務。隨後再次跟從王驥出征，因功升禮部左侍郎。宣德九年（1434年），母喪丁憂，除服后調用兵部侍郎。宣德十一年（1436年），代替楊寧鎮雲南。之後再次攻破叛亂。景泰元年（1450年），貴州苗韋同烈叛變，其率軍攻下紫塘、彌勒等十余寨。之後打通所有興隆抵鎮遠道路。隨後，晉升爲兵部尚書，并再次攻克苗族叛變。同年八月，因勞病卒於普定。